# François Joseph Pey
François Joseph Pey, noto anche in tedesco come Franz Josef Pey, (Solliès-Pont, 29 gennaio 1759 – Parigi, 2 settembre 1792) è stato un presbitero francese.
Ucciso nel corso dei massacri di settembre avvenuti nell'ambito della Rivoluzione Francese, a Parigi, nel 1792, venne beatificato da papa Pio XI nel 1926.

## Biografia
Pey nacque a Solliès-Pont, in Provenza, in una famiglia di medici, secondogenito di nove figli. Dopo gli studi al liceo di Aix-en-Provence, si recò a Parigi per compiere i propri studi filosofici e teologici ed entrò nel seminario di Treviri nel 1779, grazie all'amicizia di un suo zio con l'elettore di Treviri, il principe Clemente Venceslao di Sassonia. Fu proprio quest'ultimo, il 10 agosto 1784, a ordinarlo sacerdote nella cappella del castello di Kärlich, non lontano da Coblenza, dove l'elettore era solito trascorrere la stagione di caccia.
Dal 1784 Pey tornò nuovamente a Parigi per completare i propri studi alla Sorbona dove si laureò. Dal 1788 fu vicario nella parrocchia di Saint Landry a Parigi. Durante la Rivoluzione Francese venne arrestato il 10 agosto 1792 insieme ad altri sacerdoti e giustiziato la notte del 3 settembre 1792 insieme ad altri 190 sacerdoti nei cosiddetti massacri di settembre. Davanti al martirio imminente, non volle cogliere l'occasione di una fuga prospettatagli da un suo cugino.
Papa Pio XI l'ha beatificato il 17 ottobre 1926 con la qualifica di martire della fede; la sua festa cade il giorno della sua nascita, il 29 gennaio. A lui è intitolata una strada del comune tedesco di Mülheim-Kärlich dove venne ordinato sacerdote.